# 80008 Danielarhodes
80008 Danielarhodes este un asteroid din centura principală de asteroizi.

## Descriere
80008 Danielarhodes este un asteroid din centura principală de asteroizi. A fost descoperit pe 4 aprilie 1999 la San Marcello Pistoiese de Luciano Tesi și Andrea Boattini. Asteroidul prezintă o orbită caracterizată de o semiaxă mare de 3,03 ua, o excentricitate de 0,07 și o înclinație de 9,9° în raport cu ecliptica.